# 武茂村
武茂村（むもむら）は栃木県の東部、那須郡に属していた村である。

## 地理
- 河川：那珂川、武茂川、久那川、城間川

## 歴史
- 1889年（明治22年）4月1日 町村制施行により、松野村、三川又村、北向田村、久那瀬村、東富山村が合併し那須郡西武茂村（にしむもむら）が成立する。
- 1895年（明治28年）4月28日 西武茂村が改称し武茂村となる。
- 1954年（昭和29年）7月1日 馬頭町、大内村、大山田村と合併し馬頭町を新設する。